# Jornal Rostos
O Jornal Rostos é um jornal português, criado em 15 de dezembro de 2001, com edição mensal e tiragem desconhecida. A sede do jornal, mantida pela empresa Rostos da Cidade - Comunicação Social, Unip. Lda., está localizada no Barreiro, no Distrito de Setúbal.
O suplemento "Rostos Notícias", da edição impressa, é dedicado a eventos, a dinâmicas de associações, empresas ou temáticos.
O jornal Rostos mantém uma edição digital diária ("Rostos-Online"), [carece de fontes?] A cobertura abrange os concelhos da Península de Setúbal. Rostos-Online fornece conteúdos para a plataforma Google News (versão portuguesa).
Desde 2003 é entregue anualmente o troféu Rostos do Ano que distingue personalidades, instituições e empresas que pela sua actividade contribuíram, no plano local, regional ou nacional, para a valorização ou promoção do concelho do Barreiro.